# Лейси, Стив (саксофонист)
Стив Лейси (англ. Steve Lacy, наст. имя — Стивен Норман Лакриц (англ. Steven Norman Lackritz), 23 июля 1934 — 4 июня 2004) — американский джазовый саксофонист и композитор, один из величайших сопрано-саксофонистов всех времен.

## Биография
Стилистическая эволюция Лейси в джазе была очень причудливой. Играя на необычном по тем временам сопрано-саксофоне (влияние Сиднея Беше), он начал свою карьеру в начале 1950-х со старомодного диксиленда. В 1953 году познакомился с Сесилом Тейлором, который не только расширяет его культурный багаж, но и вовлекает в музыкальный авангард. Лейси принимает участие в записи дебютного альбома Тейлора Jazz Advance(1956). В 1960 году Лейси сотрудничает с Телониусом Монком и настолько проникается его творчеством, что создаёт квартет, посвящённый исполнению произведений Монка (1961-1965).
В 1967 году уехал в Европу. Три года участвовал в Риме в проекте Musica Elettronica Viva — соединение свободной импровизаиции с электроникой. В 1970 году Лейси эмигрировал в Париж, где прожил больше 30 лет, играл с Карлой Блэй, руководил трио, квартетом с Энрико Равой. В семидесятых создаёт свой секстет, просуществовавший до середины 1990-х годов. В Европе Лейси получил широкое признание в джазовой сфере, оставаясь менее известным в США. Лейси интересовался искусством, делал музыкальные постановки по произведениям Лао Цзы, Сэмюэля Бекета, Роберта Крили, Брайона Гайсина, Таслимы Насрин и др. Вокальный цикл «Rushes»(1990 г.) из 10-ти песен Лейси посвятил переведённым на английский язык стихам Ахматовой, Мандельштама, Цветаевой.
В 1992 году Лейси стал стипендиатом фонда Макартуров. Он также сотрудничал со многими музыкантами, от традиционного джаза до авангарда и современной классической музыки.
В 2002 году вернулся в США, чтобы преподавать в Бостонской Консерватории Новой Англии. Умер от рака в 2004 году.